# HD 170878
HD 170878，又名BD+16 3529，SAO 103800、HR 6955，是一颗恒星，视星等为5.77，位于銀經45.96，銀緯12.02，其B1900.0坐标为赤經18h 26m 37.5s，赤緯+16° 12.02′ 33″。